# Exposició Universal de París (1900)
L'Exposició Universal de París (1900) va tenir lloc del 15 d'abril al 12 de novembre de 1900 a París, França.
L'Exposició situada en una superfície de 120 hectàrees, va ser visitada per 50.860.801 visitants. Van participar-hi 58 països i va tenir un cost total de 18.746.186 dòlars.
L'estació d'Orsay (ara Museu d'Orsay), el Petit Palais, el Grand Palais i el pont Alexandre III van ser construïts per a celebrar l'exposició universal. El Petit Palais i el Grand Palais van ser construïts sobre l'emplaçament del Palau de la Indústria, bastit per una altra exposició, precedent, i universal (1855).
Una gran sínia va ser construïda a l'avinguda de Suffren. Tenia un diàmetre de 100 metres i va ser demolida el 1937, i s'hi va exposar el telescopi refractor acromàtic més gran mai construït, en el qual es va utilitzar una lent de 125 cm de diàmetre.

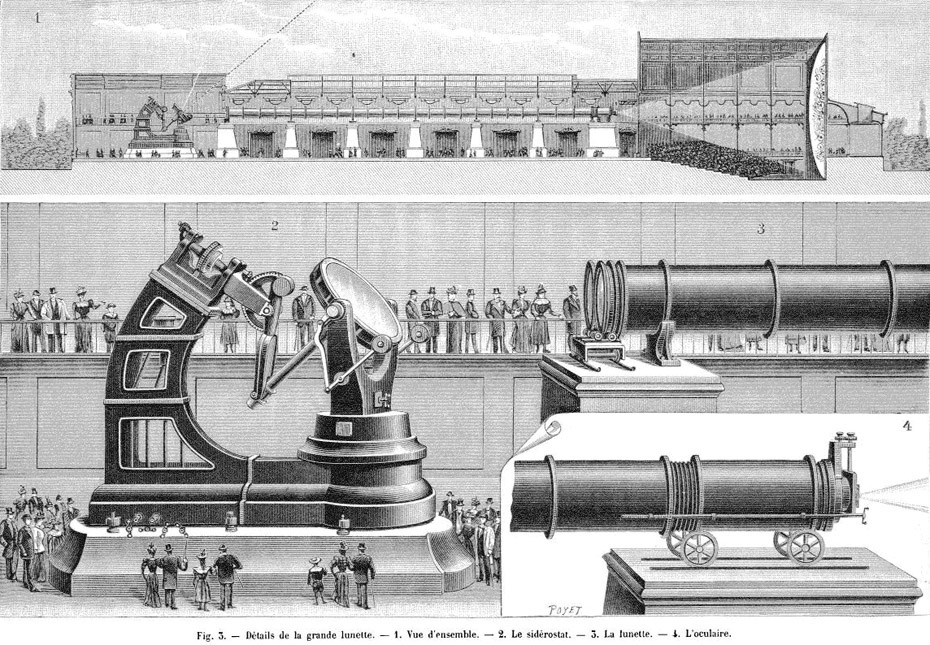
Diagrama del telescopi refractor

Els Jocs Olímpics d'Estiu 1900 van ser organitzats a París durant l'exposició.

## Galeria d'imatges

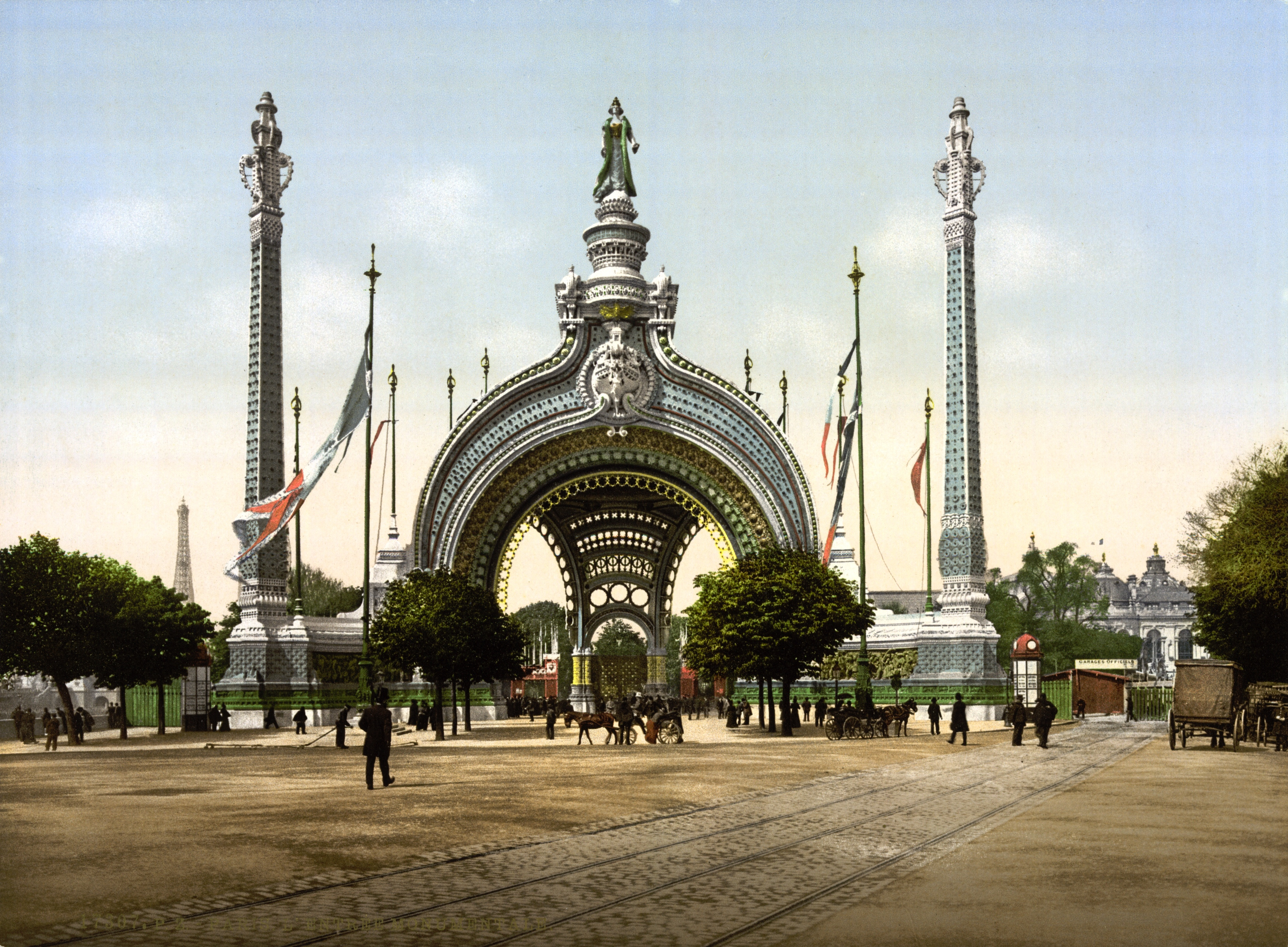
Entrada principal de l'exposició.
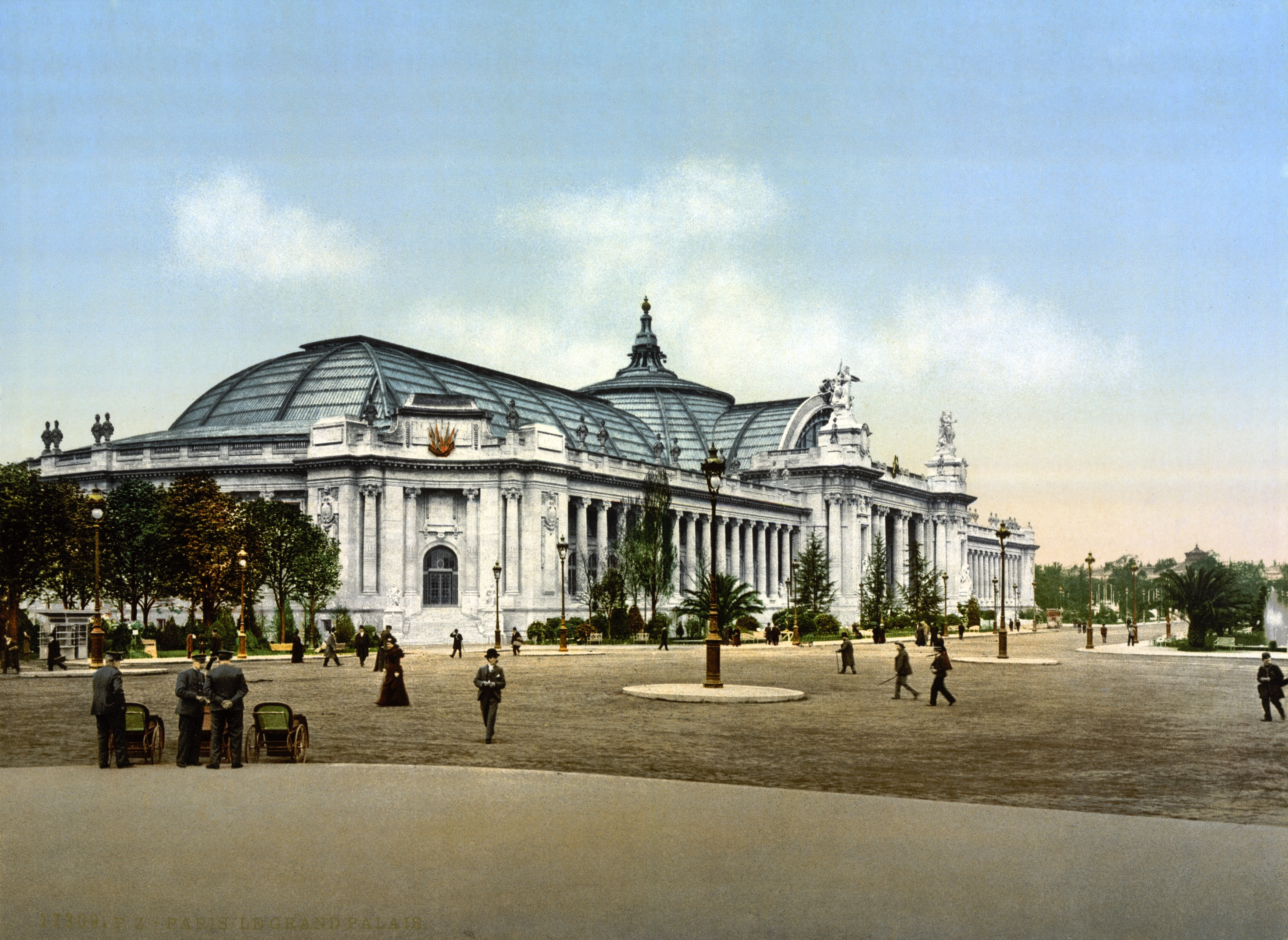
El Grand Palais.
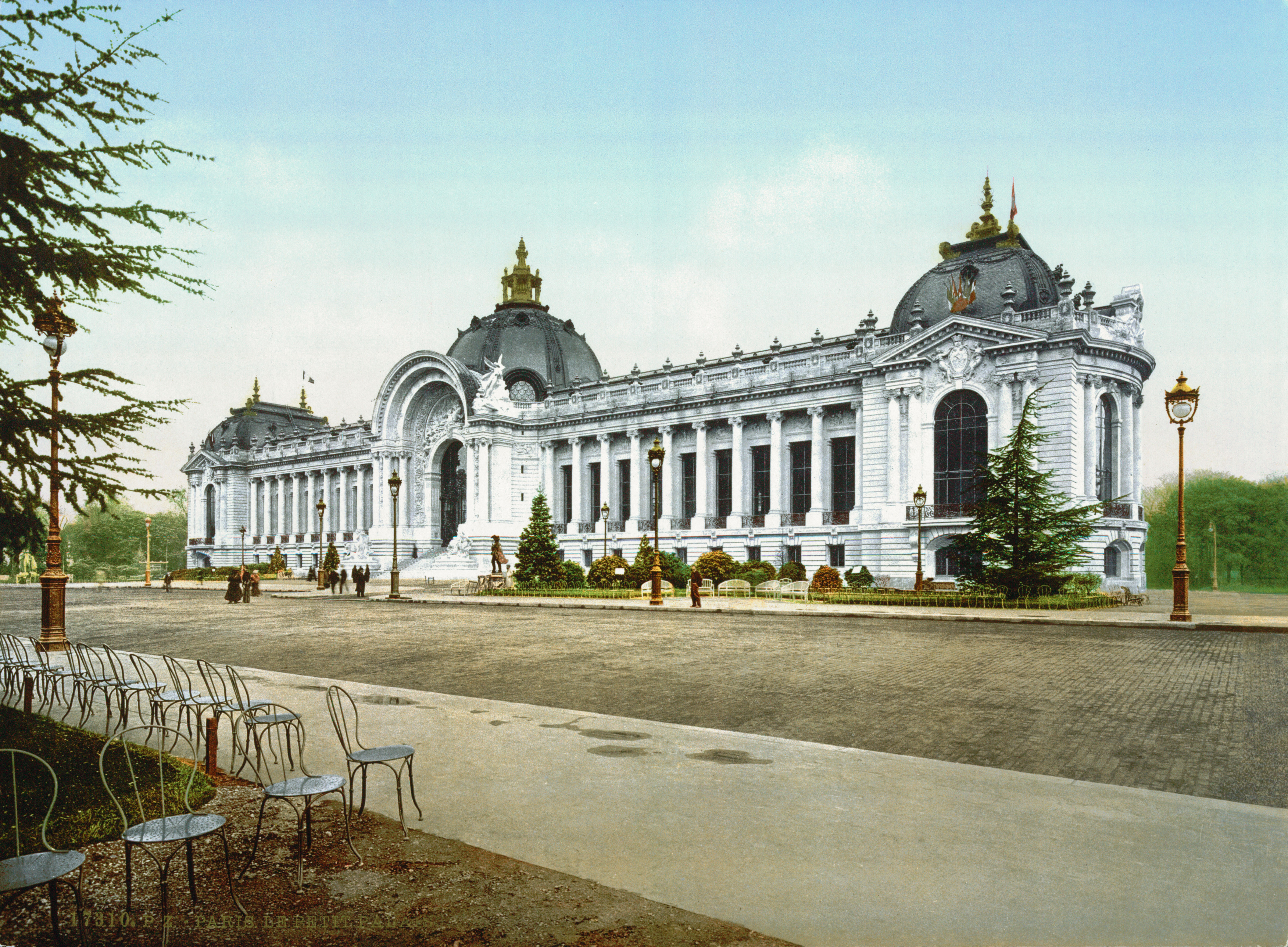
El Petit Palais.
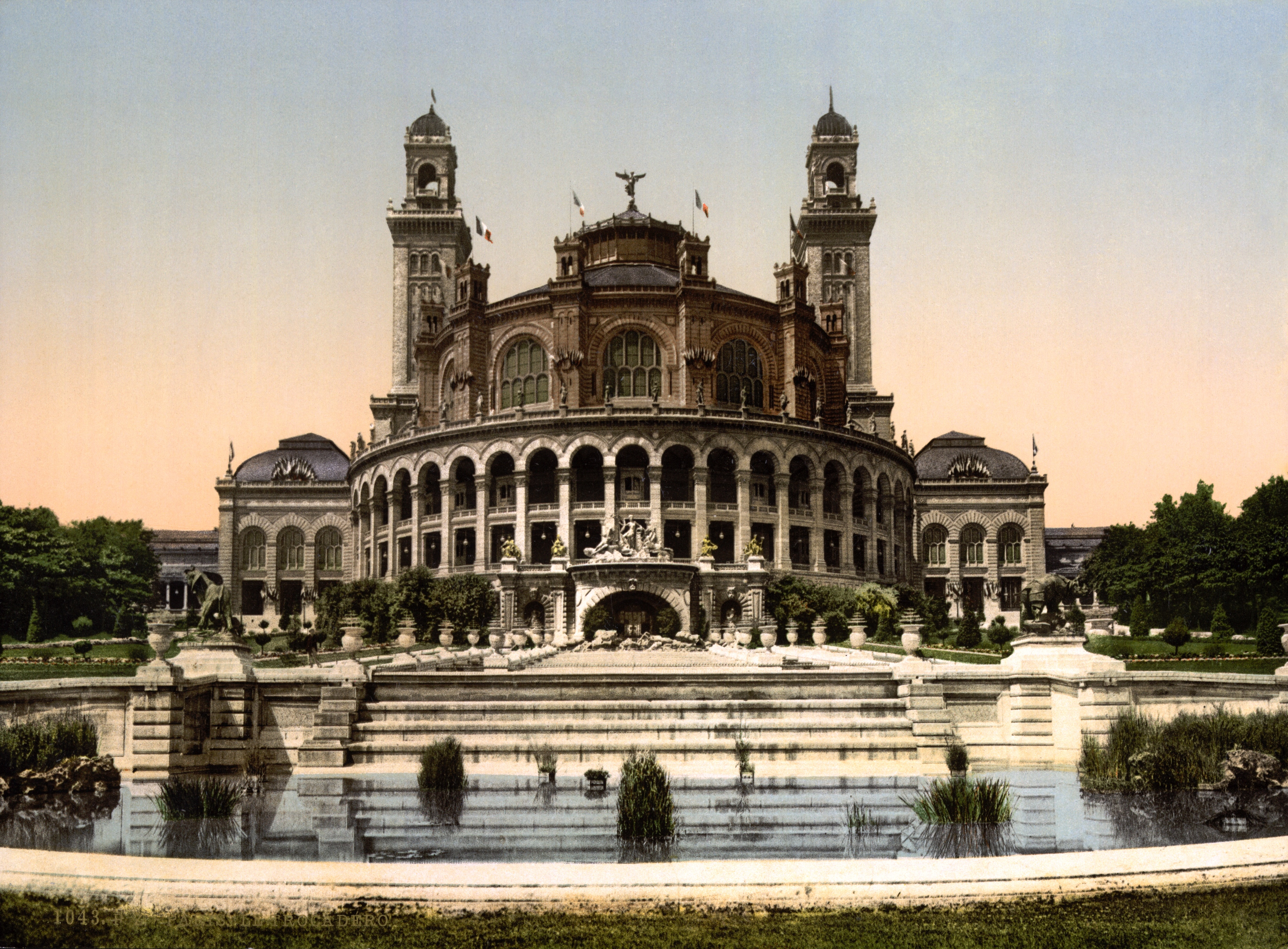
L'antic Palau del Trocadéro.